# 早口站
早口站（日语：／ Hayaguchi eki */?）是位於秋田縣大館市早口，屬於東日本旅客鐵道（JR東日本）的奧羽本線車站。

## 歷史
- 1900年（明治33年）10月7日：官設鐵道大館站至鷹之巢站，此站啟用，為一般車站。當時車站位於北秋田郡早口村（日语：早口村）[1]。
- 1909年（明治42年）10月12日 - 制定路線名稱，此站成為奥羽本線車站。
- 1984年（昭和59年）3月19日：成為簡易委託車站[2]。
- 1987年（昭和62年）4月1日：伴隨國鐵分割民營化，車站由東日本旅客鐵道（JR東日本）營運。
- 2002年（平成14年）12月1日：特急「羚羊」不再停此站，而急行「米代」降級至快速列車，因此沒有優等列車停站。
- 2016年（平成28年）3月26日：成為快速列車停車站[3]。
- 2018年（平成30年）12月1日：隨著大館站成為業務委託車站，此站改由東能代站管理。

## 車站構造

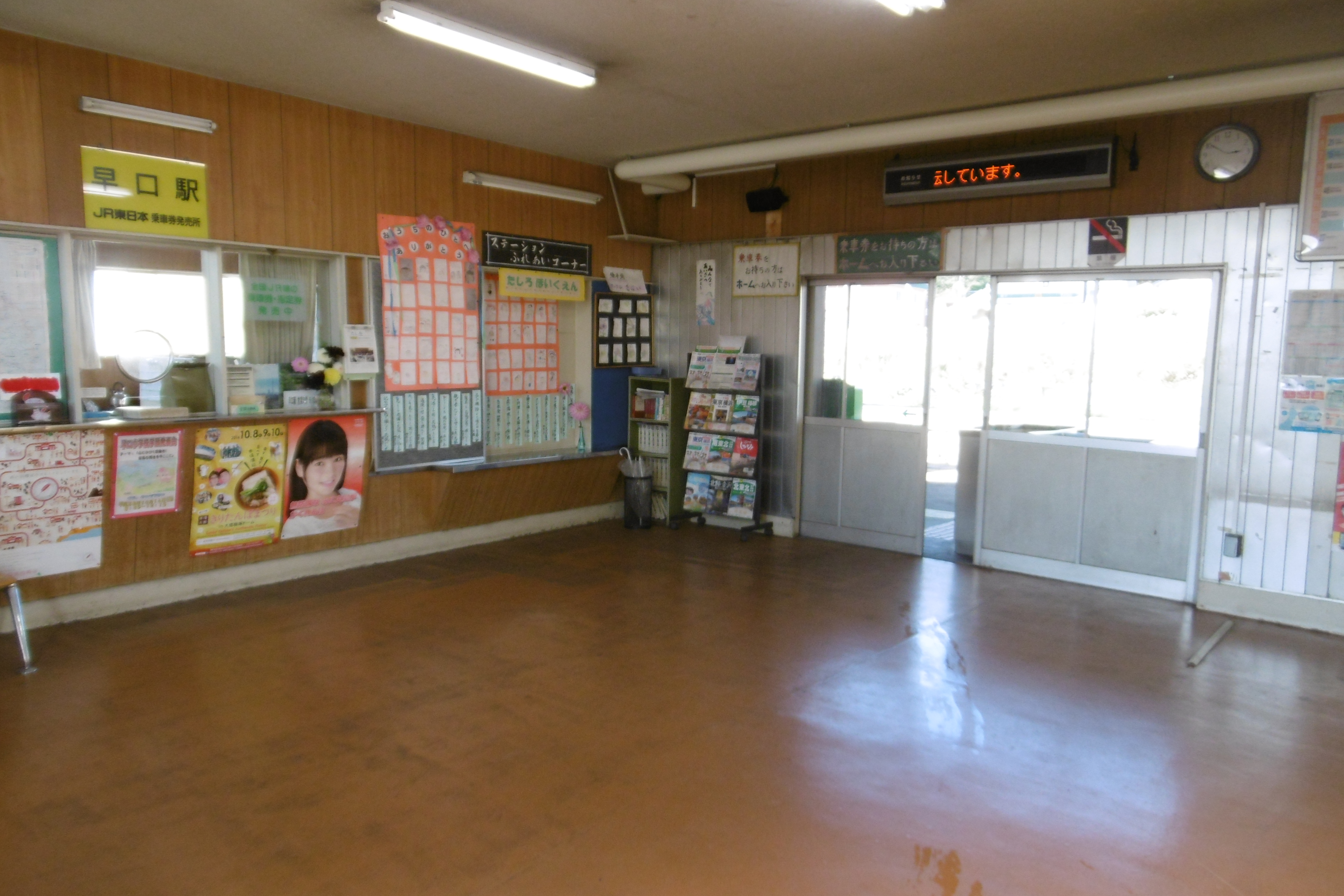
售票櫃臺

此站是地面車站，設有1面1線的單式月台和1面2線的島式月台，共設有2面3線的月台。各月台上間透過跨線橋連接。此站是由東能代站管理的簡易委託車站，並委托大館市負責檢票業務。在售票櫃臺中設置POS終端，可購入指定票。

### 月台
| 月台 | 路線         | 上下行       | 方向             |
| ---- | ------------ | ------------ | ---------------- |
| 1    | ■奧羽本線    | 上行         | 鷹之巢、秋田方向 |
| 2    | ■奧羽本線    | 下行         | 大館、青森方向   |
| 3    | （臨時使用） | （臨時使用） | （臨時使用）     |

參考
3號月台是上下行共用的待避線，沒有定期旅客列車使用該月台，只有貨物列車使用。

## 使用狀況
根據「JR東日本」的資料，在2019年度（令和元年度）1日平均乘車人次為97人。
以下列出近年乘車人次變化：
| 年度               | 1日平均 乘車人次 | 參考資料        |
| ------------------ | ---------------- | --------------- |
| 2000年（平成12年） | 161              | [ 利用客数 2 ]  |
| 2001年（平成13年） | 161              | [ 利用客数 3 ]  |
| 2002年（平成14年） | 129              | [ 利用客数 4 ]  |
| 2003年（平成15年） | 124              | [ 利用客数 5 ]  |
| 2004年（平成16年） | 119              | [ 利用客数 6 ]  |
| 2005年（平成17年） | 131              | [ 利用客数 7 ]  |
| 2006年（平成18年） | 142              | [ 利用客数 8 ]  |
| 2007年（平成19年） | 129              | [ 利用客数 9 ]  |
| 2008年（平成20年） | 142              | [ 利用客数 10 ] |
| 2009年（平成21年） | 138              | [ 利用客数 11 ] |
| 2010年（平成22年） | 144              | [ 利用客数 12 ] |
| 2011年（平成23年） | 130              | [ 利用客数 13 ] |
| 2012年（平成24年） | 119              | [ 利用客数 14 ] |
| 2013年（平成25年） | 118              | [ 利用客数 15 ] |
| 2014年（平成26年） | 112              | [ 利用客数 16 ] |
| 2015年（平成27年） | 115              | [ 利用客数 17 ] |
| 2016年（平成28年） | 100              | [ 利用客数 18 ] |
| 2017年（平成29年） | 91               | [ 利用客数 19 ] |
| 2018年（平成30年） | 101              | [ 利用客数 20 ] |
| 2019年（令和元年） | 97               | [ 利用客数 1 ]  |

## 車站周邊

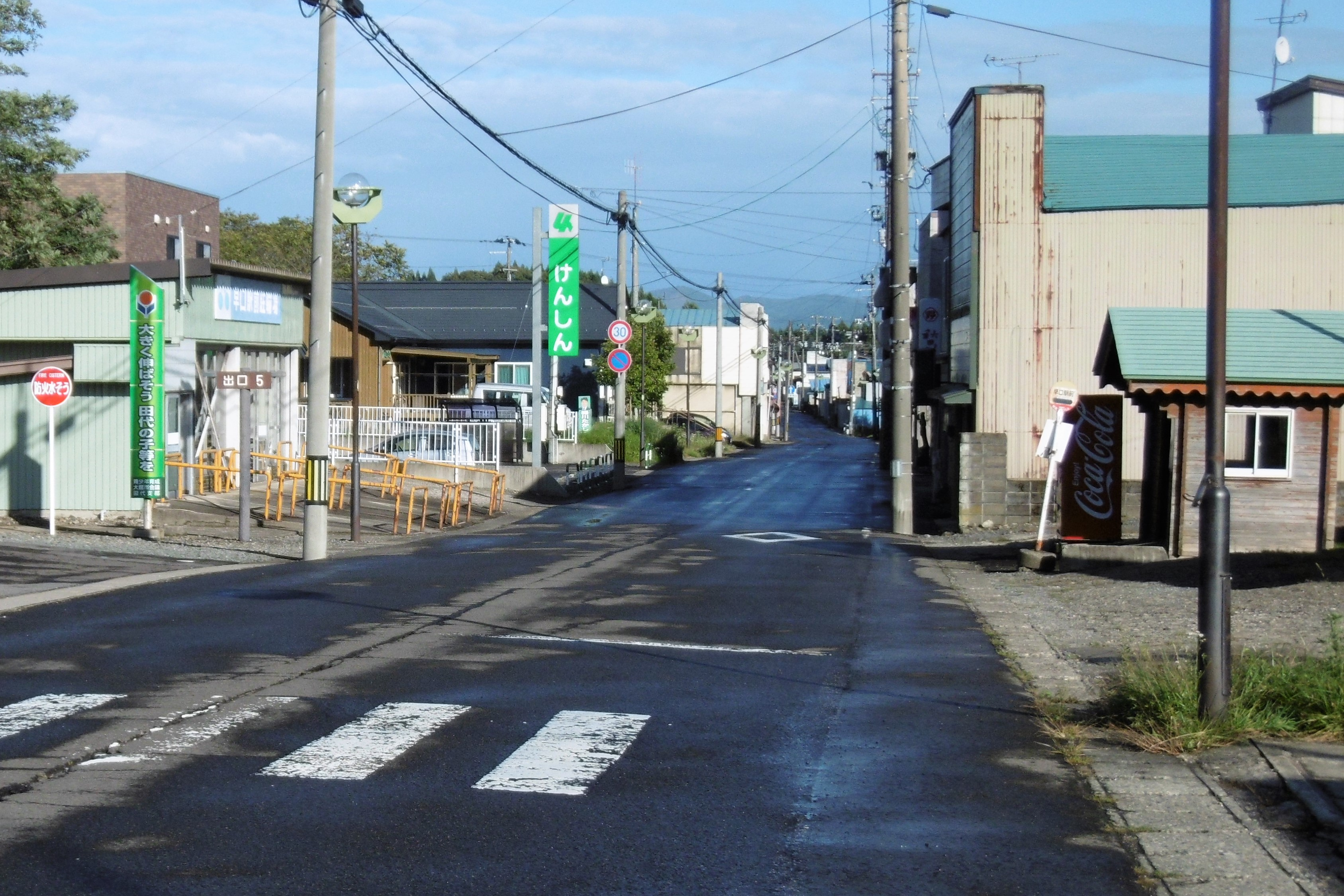
早口站前

- 國道7號
- 早口郵局
- 秋田銀行田代分店
- 大館市立田代圖書館
- 秋田縣信用組合（日语：秋田県信用組合）田代分店
- 大館市政廳田代綜合分所[1]（前田代町（日语：田代町 (秋田県)）公所）
- 秋北巴士（日语：秋北バス）「早口站前」巴士站

## 相鄰車站
東日本旅客鐵道（JR東日本）
■奧羽本線
□快速
鷹之巢－早口－大館
■普通
鷹之巢－糠澤*－早口－下川沿
* 部分列車通過糠澤站。

## 注腳

### 使用狀況
1. 1 2  . 東日本旅客鉄道.   [2020-07-18]. （原始内容存档于2020-07-10） （日语）.
2. ↑  . 東日本旅客鉄道.   [2019-02-20]. （原始内容存档于2017-08-08） （日语）.
3. ↑  . 東日本旅客鉄道.   [2019-02-20]. （原始内容存档于2019-04-02） （日语）.
4. ↑  . 東日本旅客鉄道.   [2019-02-20]. （原始内容存档于2019-04-02） （日语）.
5. ↑  . 東日本旅客鉄道.   [2019-02-20]. （原始内容存档于2019-04-02） （日语）.
6. ↑  . 東日本旅客鉄道.   [2019-02-20]. （原始内容存档于2019-04-02） （日语）.
7. ↑  . 東日本旅客鉄道.   [2019-02-20]. （原始内容存档于2017-08-08） （日语）.
8. ↑  . 東日本旅客鉄道.   [2019-02-20]. （原始内容存档于2019-03-27） （日语）.
9. ↑  . 東日本旅客鉄道.   [2019-02-20]. （原始内容存档于2017-08-08） （日语）.
10. ↑  . 東日本旅客鉄道.   [2019-02-20]. （原始内容存档于2019-04-02） （日语）.
11. ↑  . 東日本旅客鉄道.   [2019-02-20]. （原始内容存档于2019-04-02） （日语）.
12. ↑  . 東日本旅客鉄道.   [2019-02-20]. （原始内容存档于2016-03-27） （日语）.
13. ↑  . 東日本旅客鉄道.   [2019-02-20]. （原始内容存档于2019-04-02） （日语）.
14. ↑  . 東日本旅客鉄道.   [2019-02-20]. （原始内容存档于2019-04-02） （日语）.
15. ↑  . 東日本旅客鉄道.   [2019-02-20]. （原始内容存档于2016-03-04） （日语）.
16. ↑  . 東日本旅客鉄道.   [2019-02-20]. （原始内容存档于2019-03-26） （日语）.
17. ↑  . 東日本旅客鉄道.   [2019-02-20]. （原始内容存档于2019-03-23） （日语）.
18. ↑  . 東日本旅客鉄道.   [2019-02-20]. （原始内容存档于2019-02-14） （日语）.
19. ↑  . 東日本旅客鉄道.   [2019-07-08]. （原始内容存档于2019-03-25） （日语）.
20. ↑  . 東日本旅客鉄道.   [2019-07-08]. （原始内容存档于2019-07-05） （日语）.

## 外部連結
- 車站資訊（早口）：東日本旅客鐵道（日語）